# Newman (Illinois)
Newman – miasto w Stanach Zjednoczonych, w stanie Illinois, w hrabstwie Douglas.